# Maracaibo
 Ovo je glavno značenje pojma Maracaibo. Za jezero pogledajte Maracaibo (jezero).
Maracaibo je drugi grad po veličini Venezuele i središte države Zulia, smješten na obali istoimenog jezera Maracaibo. Prema popisu iz 2001. grad ima 1.571.885 stanovnika (1.891.800 procjena za 2009.). 
Maracaibo je ubrzo nakon konačnog naseljavanja ekonomski procvao zahvaljujući povoljnom zemljopisnom položaju i otvorenom izlazku na Venezuelanski zaljev, koji se nekada naziva zaljev Maracaibo, te u novije doba zbog otkrića nalazišta nafte. 

## Povijest
Maracaibo je osnovao 1529.g. Nijemac Ambrosio Alfinger, koji je naselje nazvao Maracaibo ili Villa de Maracaibo. Naselje je napušteno 1535.g. zbog nedostatka privrednih aktivnosti, te ga je po drugi puta naselio Alonso Pacheco koji također nije uspio. Grad je trajno naseljen od 1574.g. i dolaska Pedra Maldonade.
Tijekom borbi za neovisnost od španjolske kolonijalne vlasti - Maracaibo je u nekoliko navrata padao iz ruke u ruku, iako taj dio Venezuele nije toliko sudjelovao u ratnim zbivanjima kao istočna i središnja Venezuela.  Ipak na Jezeru Maracaibo odigrala se značajna pomorska bitka 24. svibnja a 1823. u kojoj su republikanci pobijedili španjolsku flotu ta pobjeda bila je ujedno i kraj Rat za neovisnost Venezuele.
Sve dok nije otkrivena nafta u okolici grada 1914., Maracaibo je bio mala luka za izvoz kave. U svega deset godina izrastao je u naftnu metropolu Venezuele i Južne Amerike. Tako da je postao grad kontrasta, starih građevina iz doba španjolske kolonijalne vlasti i modernih poslovnih nebodera, okruženih indijanskim folklorom.
Jaružanje kanala koji spaja Jezero Maracaibo s Karipskim morem u kasnim  1950-im potaknulo je rast gospodarstva u sjeverozapadnoj Venezueli i oživilo luku grada. 
Veliki zahvat za grad bila je izgradnja metro a koji je 2006. otvorio svoju prvu liniju s dvije stanice.

## Znamenitosti
Najveće znamenitosti grada su njegove jarko obojene kolonijalne kuće i crkve, kao što je crkva Santa Bárbara. Nedavno je otvorena promenada koja ide od te crkve do bazilike Nuestra Señora de la Chiquinquirá. 
U gradu još od od 1946. djeluje Sveučilište Zulia (La Universidad del Zulia) s gotovo svim fakultet ima.

## Privreda i transport
Maracaibo je centar petrokemijske industrije Venezuele, pored tog u gradu je razvijena i građevinska, prehrambena, tekstilna i kemijska industrija. 
Grad je odlično povezan autocestama sa svim važnijim gradovima sjeverne Venezuele;
Impresivni most General Rafael Urdaneta dug 8 km preko kanala na Jezeru Maracaibo izgrađen je 1962.
Grad posjeduje međunarodnu zračna luka La chiniti (IATA kod: MAR, ICAO kod: SVMC) s vezama prema svim većim gradovima u zemlji i po Karibi ma.

## Klimatske karakteristike
Maracaibo ima tropsku monsunsku klimu, s dva godišnja doba koja se između sebe ne razlikuju po temperaturi nego po količini oborina. Prosječna godišnja temperatura je preko 30 ° C. Kišna sezona (zima) traje od travanj a do listopada / studenog, a suha sezona (ljeto) od studenog do ožujaka/travnja.